# زردكي العليا (أنغالي)
زردکي العلیا (بالفارسية: زردکی علیا) هي قرية تقع في إيران في قسم أنغالي. يقدر عدد سكانها بـ 46 نسمة بحسب إحصاء 2016.